# Vietnam septentrional
Vietnam septentrional (en vietnamita: Bắc Bộ o Thanh-Nghệ), antes conocido por el exónimo de Tonkín bajo la administración colonial de la Indochina francesa y posteriormente por Vietnam del Norte, es una de las tres regiones geográficas dentro de la República Socialista de Vietnam.
De las tres regiones geográficas, la más antigua es el norte de Vietnam, donde la cultura vietnamita se originó hace más de 2.000 años en el delta del río Rojo, aunque los vietnamitas finalmente se extendieron hacia el sur en el delta del Mekong.

## Descripción

### Geografía
Bắc Bộ se encuentra en la parte más septentrional del territorio de Vietnam, con China al norte, Laos al oeste y el Mar de la China Meridional al este. El ancho Este-Oeste es de 600 km, el más ancho en comparación con las regiones geográficas Vietnam.
El terreno del norte es diverso y complejo. Incluye colinas, llanuras, costas y plataformas continentales. Tiene una larga historia de desarrollo topográfico y geológico, está fuertemente degradado. Tiene una superficie más baja, con pendiente noroeste-sureste, se muestra a través de la dirección del flujo de grandes ríos.
La gran área del delta se encuentra en la cuenca del río Rojo, cubriendo un área de aproximadamente 15,000 km² e igual al 4.5% de todo el país. La llanura tiene forma triangular, con la parte superior de la ciudad de Việt Trì y el borde inferior de la línea de la costa este. Este es el segundo delta más grande de Vietnam después del delta del río Mekong, con una superficie de 40.000 kilómetros cuadrados, construido por los ríos Rojo y Thai Binh. La mayor parte de la superficie del delta tiene una topografía bastante plana, con una altitud de 0,4 a 12 m sobre el nivel del mar.
Adyacente al delta del río Rojo al oeste y noroeste se encuentran las montañosas y norteñas Tierras Medias con un área de aproximadamente 101,000 km² e igual al 30.7% del área nacional. La topografía aquí consiste en altas montañas y es considerado un área peligrosa, que se extiende desde la frontera norte (donde limita con China) hasta el oeste de la Provincia de Thanh Hóa. En esta área hace mucho tiempo aparecieron muchos pastizales, pero a menudo no grandes y principalmente dispersos en las tierras altas a una altitud de 600-700 m.
Al noreste se encuentran en su mayoría montañas bajas y colinas ubicadas a lo largo de la costa este, rodeadas de islas y archipiélagos de diversos tamaños. En el golfo de Tonkín, hay una población de casi 3,000 islas ubicadas en las áreas costeras de la Bahía de Ha-Long, Bai Tu Long, Cat Hai, Cat Ba, Bạch Long Vĩ; muchas playas como la costa de Tra Co, Bai Chay, Tuan Chau y Van Don en la Provincia de Quảng Ninh. Cat Ba y Do Son pertenecen a la ciudad de Hải Phòng. Dong Chau pertenece a la Provincia de Thái Bình. Hai Thinh y Quat Lam pertenecen a la Provincia de Nam Định.

### Importancia
Vietnam septentrional es un área rica en recursos para el desarrollo agrícola, cultivos industriales, cultivos especiales y ganadería. Existen bastantes pastizales, principalmente en las tierras altas a una altitud de 600-700 m, que se utilizan para desarrollar la cría de ganado como búfalos, vacas, caballos y cabras. La meseta de Moc Chau (Provincia de Sơn La) alberga granjas lecheras concentradas. El ganado criado en las tierras altas es más fuerte, tiene buena tolerancia a la humedad y se adapta fácilmente a las condiciones de pastoreo en el bosque..
El área tiene una gran área de suelo feralita por encima de las cadenas de piedra caliza y lutita, con suelo aluvial antiguo en las tierras centrales. Debido a que la topografía está influenciada en gran medida por el monzón del noreste, uno de los cuales sufre la temperatura más fría del invierno en Vietnam es Sa Pa. Por tanto, este lugar tiene una fortaleza especial en el cultivo de cultivos industriales de origen subtropical y templado. Las Midlands y las Montañas del Norte también son las regiones de cultivo de té más grandes. Sơn La, Hà Giang, Yên Bái y Thái Nguyên, son las principales provincias para el cultivo de té.
La región nordeste con el mar de Quảng Ninh es una zona marítima rica en potencial de desarrollo económico. Actualmente, en el impulso del desarrollo junto con el avance de la región económica clave del norte. Las aguas de Quảng Ninh, que tienen puntos fuertes en la acuicultura, la pesca en alta mar y el turismo insular, también se están centrando en el desarrollo. Aquí, la bahía de Ha-Long ha sido clasificada como Patrimonio de la Humanidad por la UNESCO, convirtiéndose en un destino turístico muy valioso en términos de cultura..
Aunque la tasa de crecimiento económico de toda la región es bastante amplia. Sin embargo, en cuanto a las tierras medias y montañas del norte, especialmente las que se ubican en la región noroeste, todavía siguen en un nivel de pobreza en comparación con otras regiones del país.

## Organización
Vietnam septentrional está dividido en tres regiones administrativas de primer nivel, seguido de 23 provincias de segundo nivel y dos municipios especiales también de segundo nivel.
| Región administrativa                    | Unidades administrativas de primer nivel                                                   | Área (km²) | Población (2019) | Densidad poblacional (persona/km²) | Notas |
| ---------------------------------------- | ------------------------------------------------------------------------------------------ | ---------- | ---------------- | ---------------------------------- | --- |
| Nordeste (Đông Bắc Bộ)                   | Bắc Giang Bắc Kạn Cao Bằng Hà Giang Lạng Sơn Phú Thọ Quảng Ninh Thái Nguyên Tuyên Quang    | 50,684.10  | 9,425,741        | 169.05                             | Contiene la mayoría de las provincias montañosas que se encuentran al norte de las tierras bajas del Río Rojo, densamente pobladas. Cuatro de ellos están a lo largo de la frontera de Vietnam con China.                                                                                |
| Noroeste (Tây Bắc Bộ)                    | Điện Biên Hòa Bình Lai Châu Lào Cai Sơn La Yên Bái                                         | 44,301.10  | 4,720,270        | 100.37                             | Contiene provincias del interior en el oeste de la parte norte de Vietnam. Tres de ellos están a lo largo de la frontera de Vietnam con Laos, y dos en la frontera con China (Dien Bien limita con China y Laos).                                                                        |
| Delta del Río Rojo (Đồng Bằng Sông Hồng) | Bắc Ninh Hà Nam Hà Nội Hải Dương Hải Phòng Hưng Yên Nam Định Ninh Bình Thái Bình Vĩnh Phúc | 14,957.70  | 22,785,750       | 1,318.00                           | Contiene las provincias pequeñas pero pobladas a lo largo de la desembocadura del Río Rojo. El delta del río Rojo tiene el área más pequeña pero la población y la densidad más altas de todas las regiones. También es la única región sin fronteras terrestres con los países vecinos. |

## Sitios de Vietnam septentrional

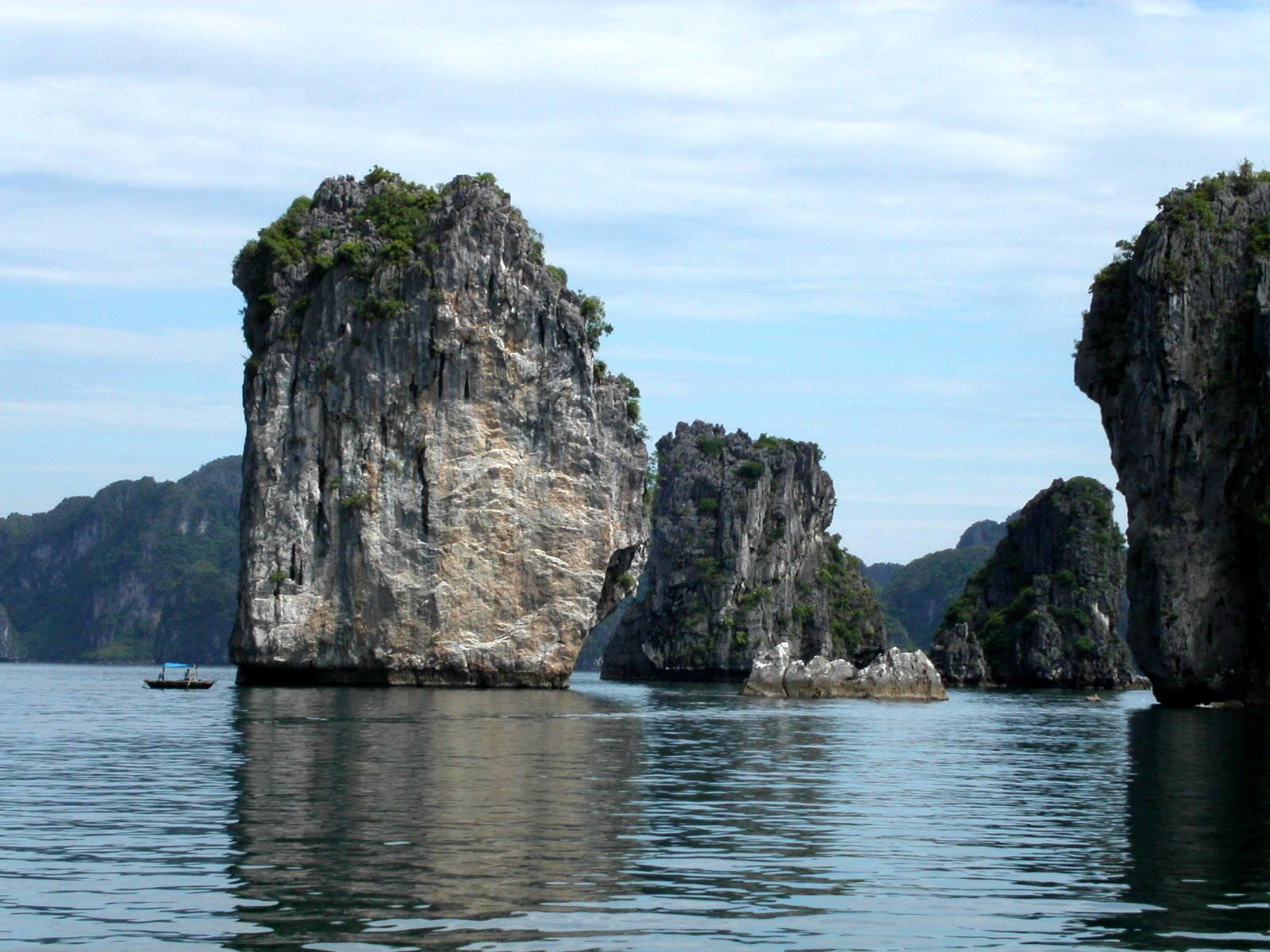
Bahía de Ha-Long en la Provincia de Quảng Ninh
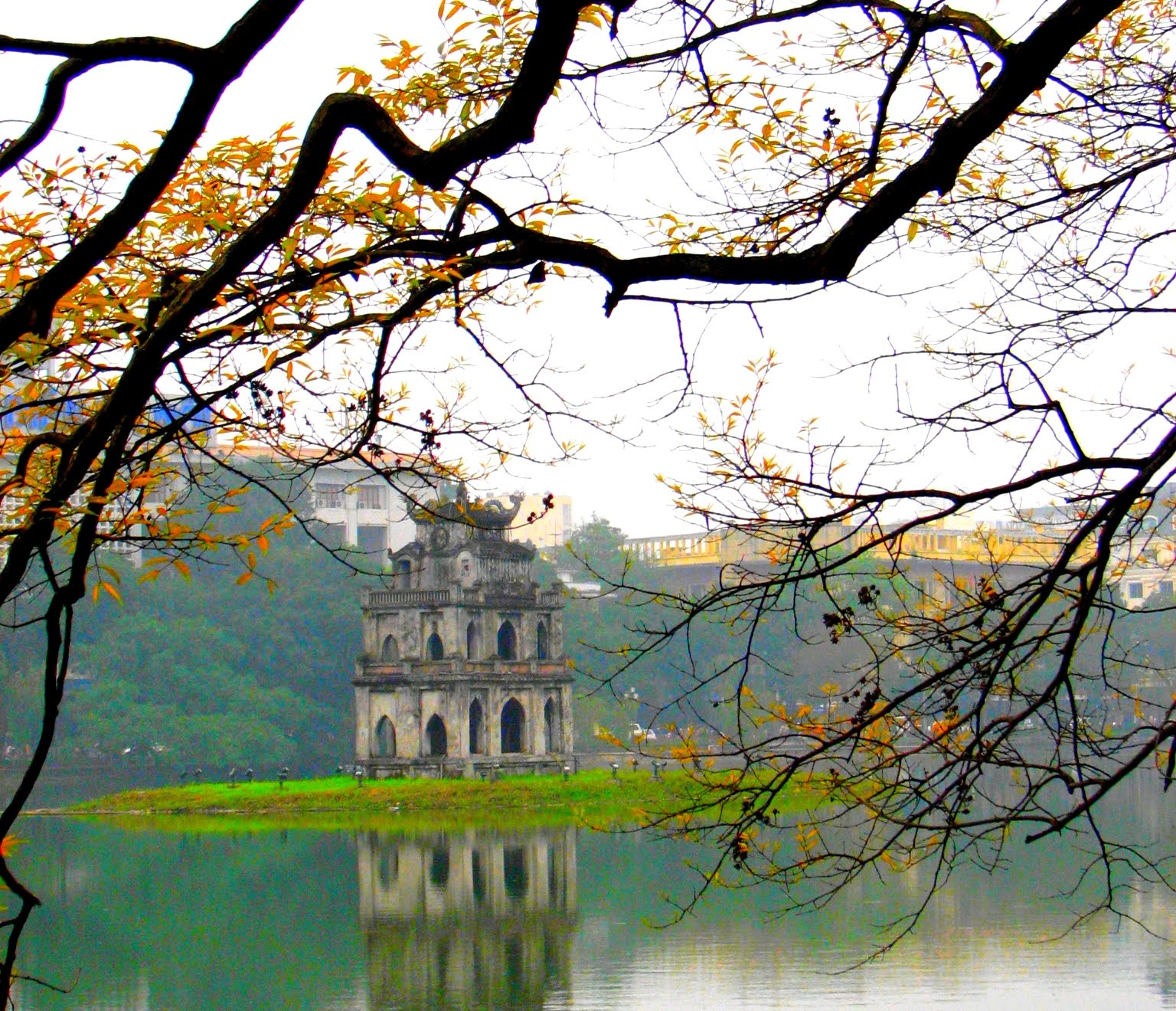
Hoàn Kiếm en Hanói
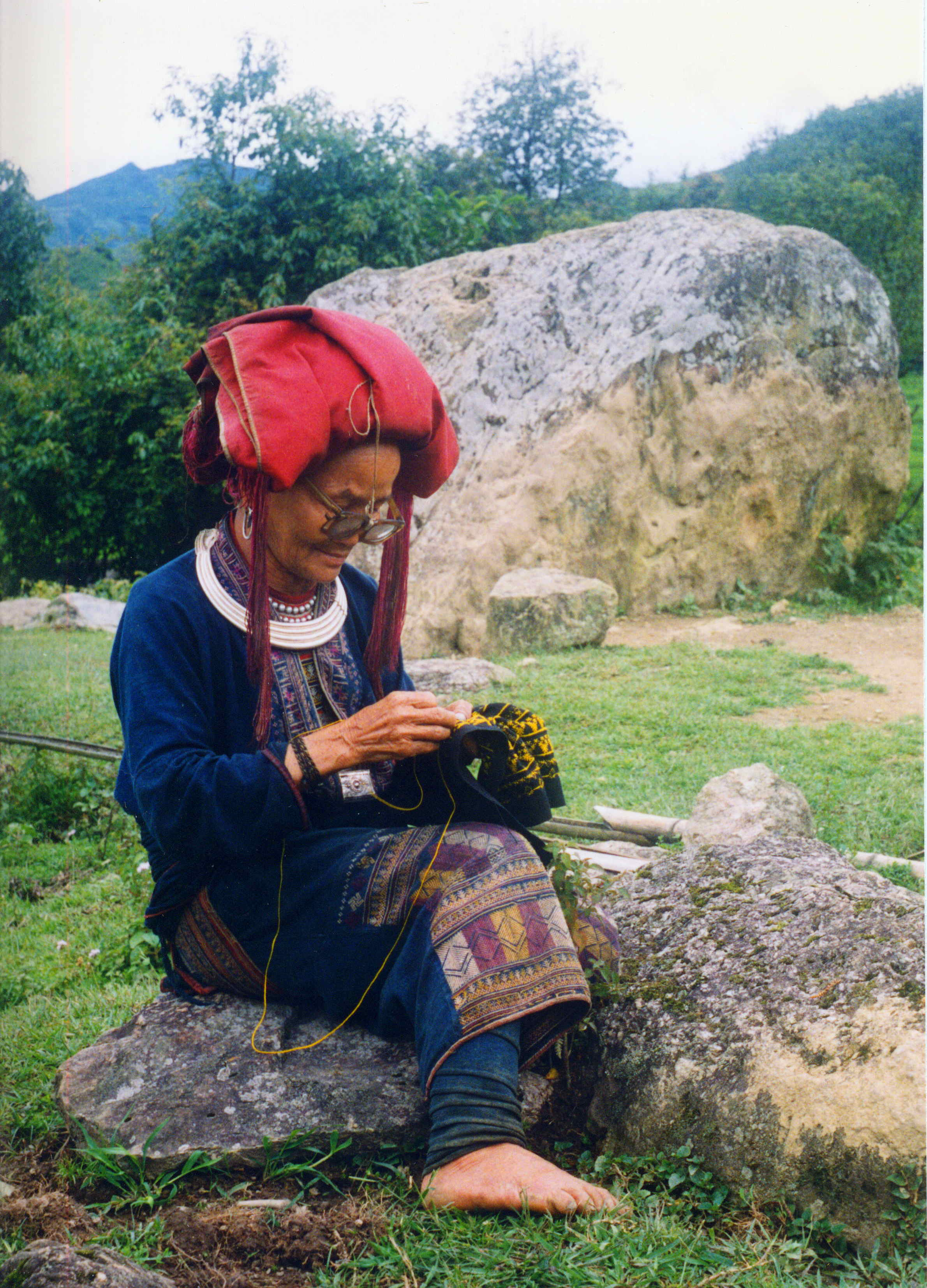
Mujer de la etnia dao en la Provincia de Lào Cai
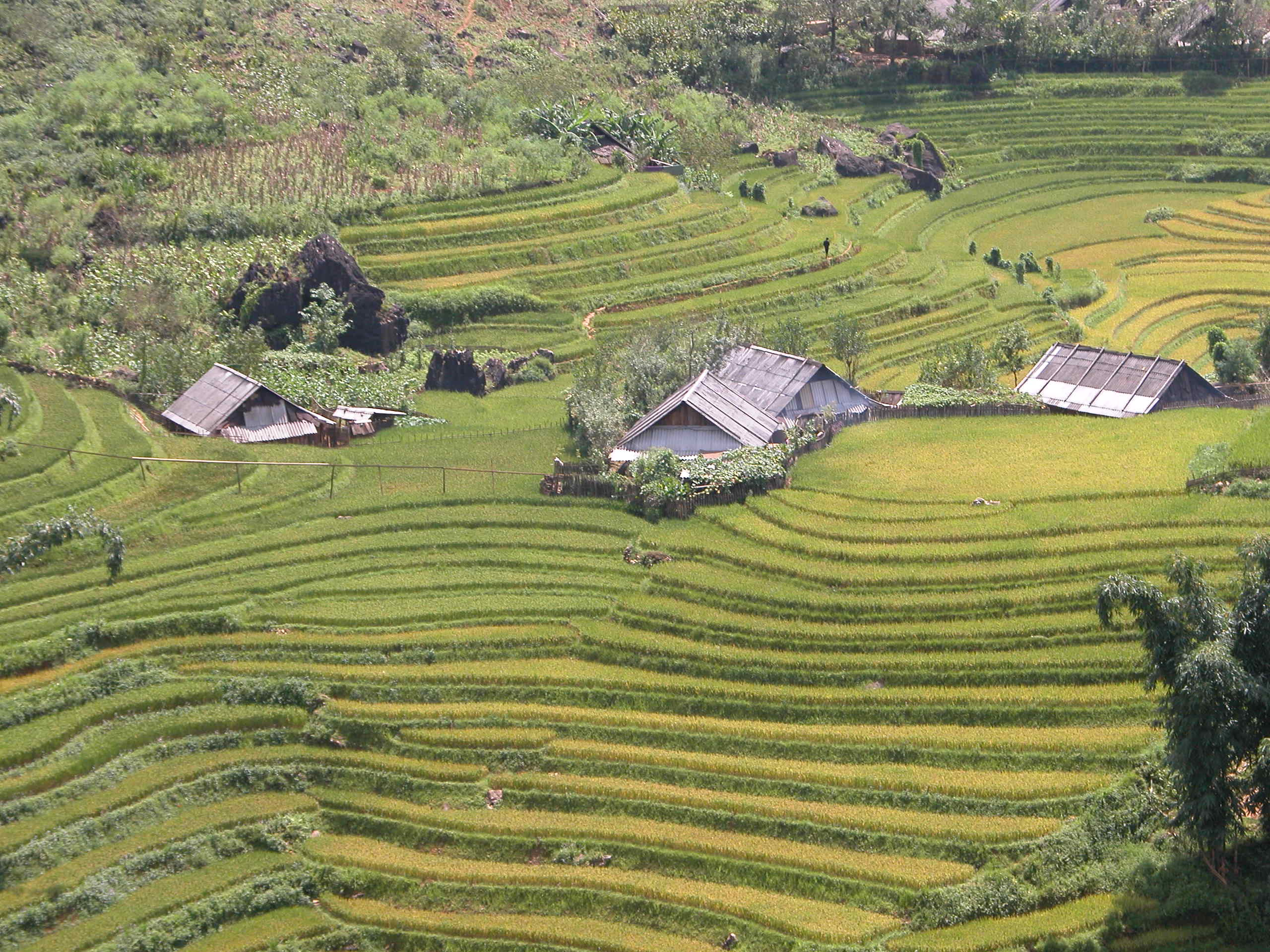
Montañas de Sa Pa en la Provincia de Lào Cai
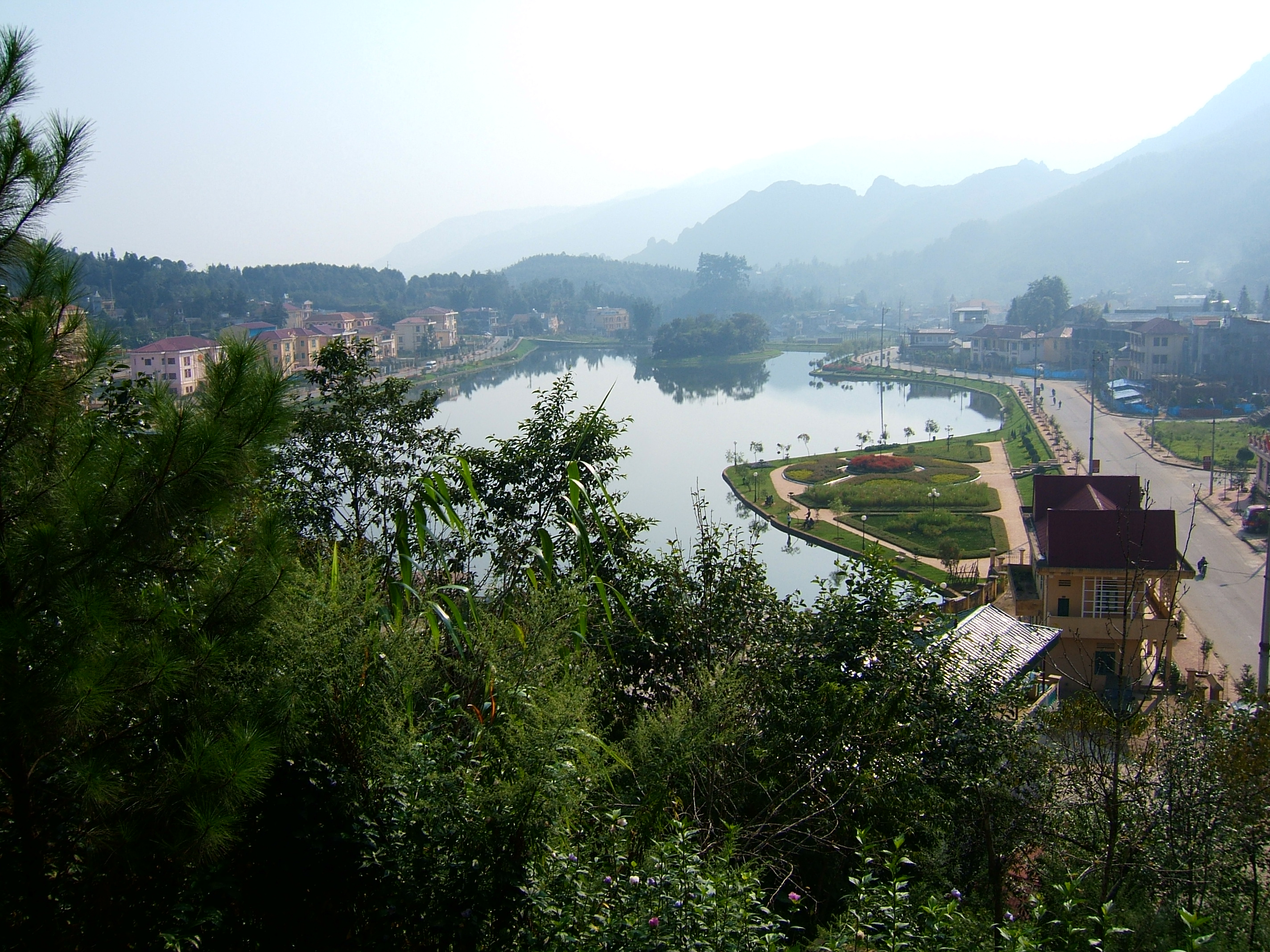
Lago Sa Pa en la Provincia de Lào Cai
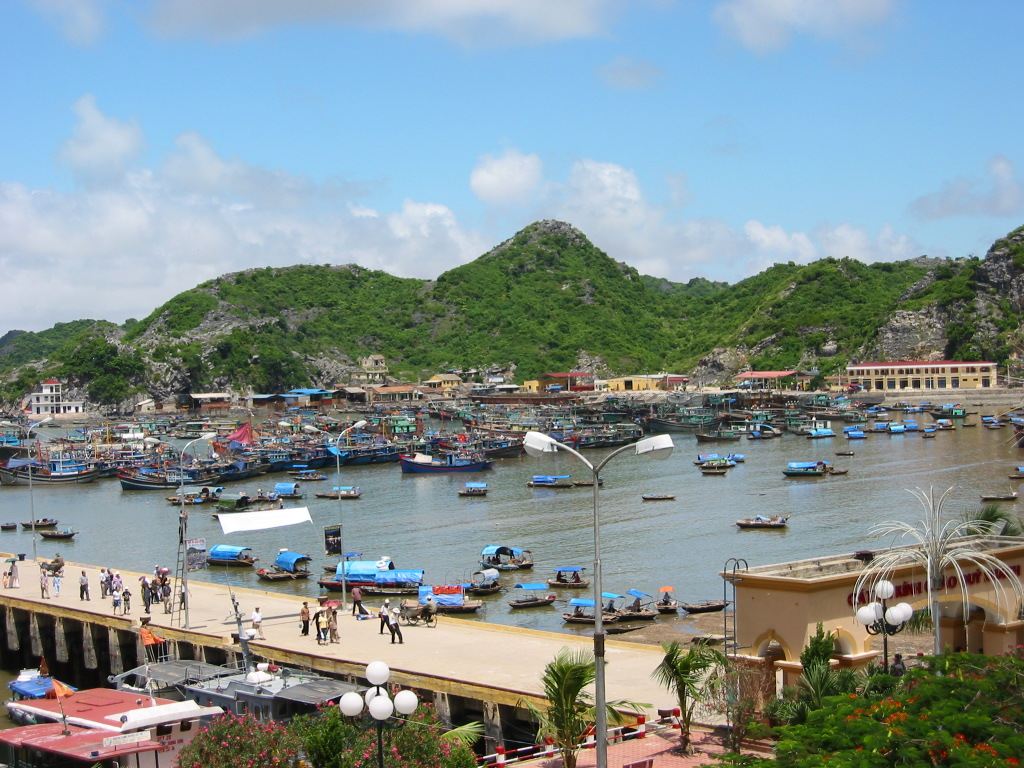
Isla Cát Bà
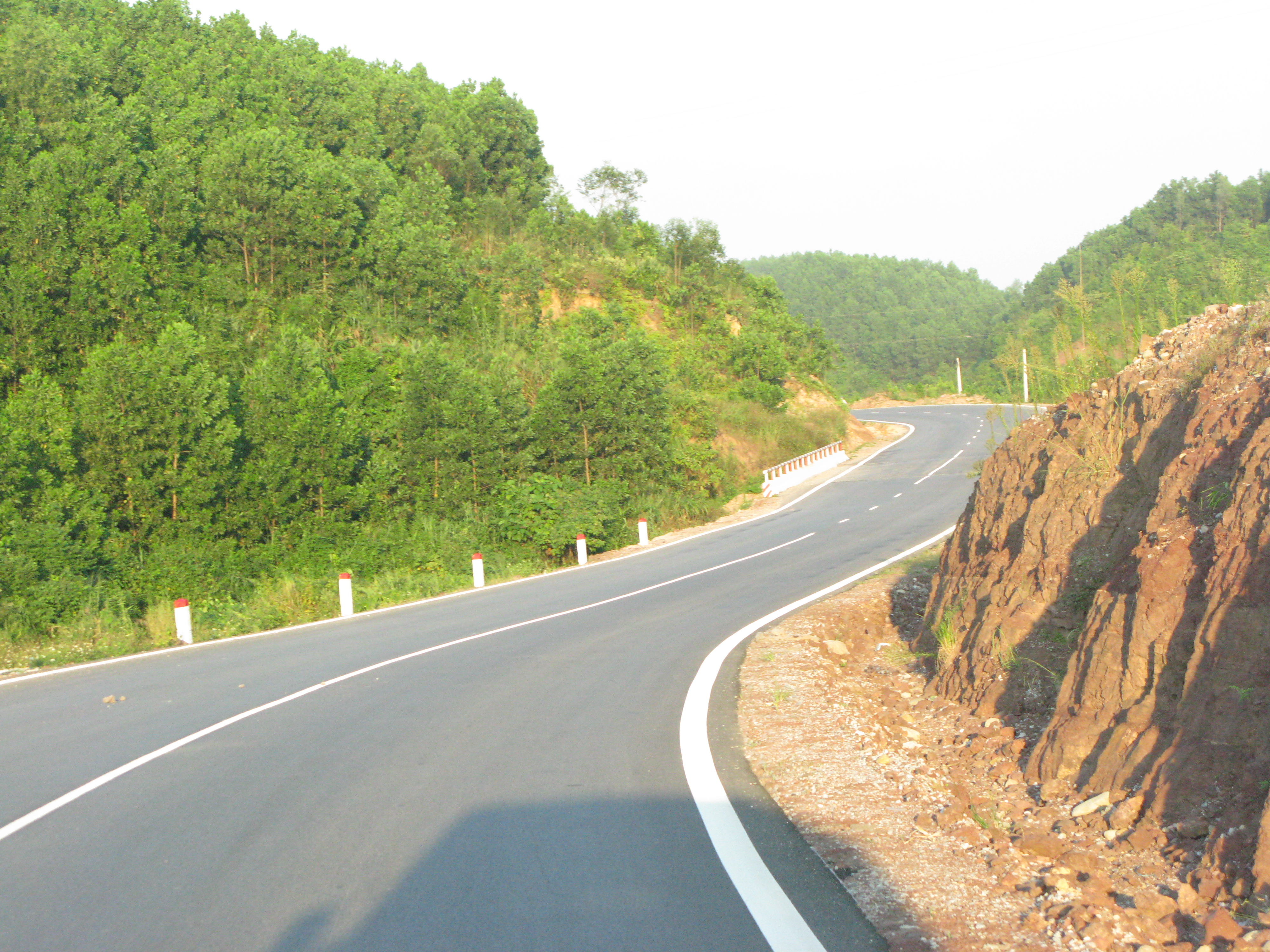
Carretera Nacional 18 pasando por la  Provincia de Quảng Ninh
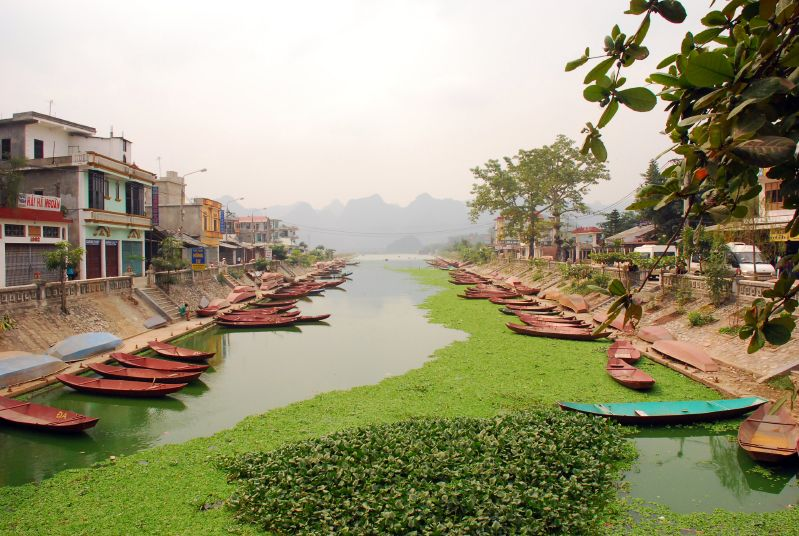
Pagoda perfumada en la Provincia de Hà Tĩnh
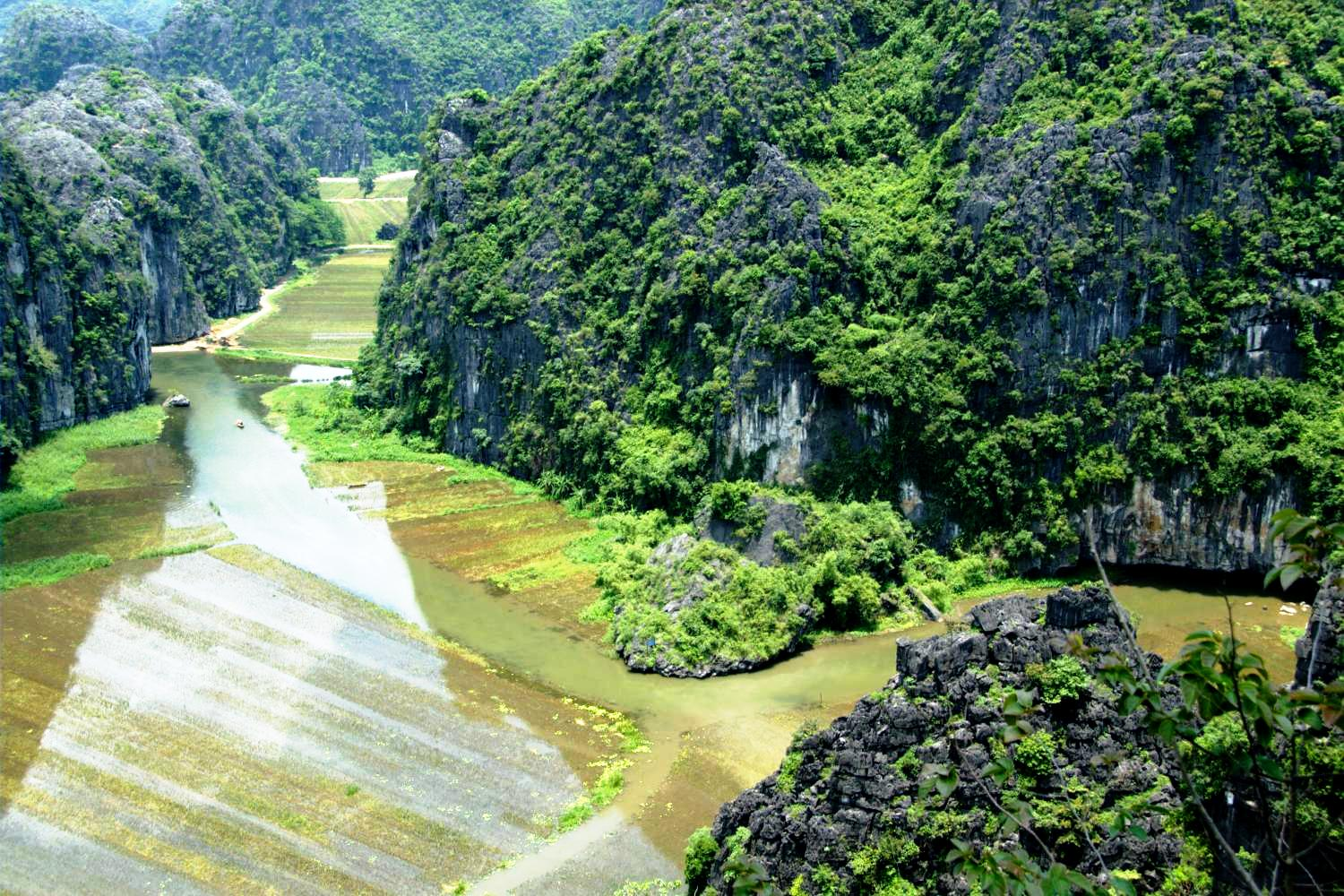
Tam Cốc-Bích Động en la Provincia de Ninh Binh